# Pheosia
Genre
Le genre Pheosia regroupe des lépidoptères (papillons) de nuit de la famille des Notodontidae.

## Liste des espèces
- Pheosia albivertex (Hampson, 1892).
- Pheosia buddhista (Püngeler, 1899).
- Pheosia dimidiata Herrich-Schäffer, 1856.
- Pheosia gnoma (Fabricius, 1777) — Bombyx dictaeoïde ou Faïence.
- Pheosia portlandia Hy. Edwards, 1886.
- Pheosia rimosa Packard, 1864.
- Pheosia tremula (Clerck, 1759) — Porcelaine.